# شکار خانگی
شکار خانگی فیلمی است که به کارگردانی علی دریابیگی و محصول سال ۱۳۳۰ می‌باشد.

## خلاصه داستان
مستخدمهٔ جوان و زیبای تازه‌وارد، همهٔ افراد خانواده را تحت تأثیر خود قرار می‌دهد. پدربزرگ، پدر، پسرها و حتی میهمان خانواده به مستخدمه علاقه‌مند می‌شوند؛ ولی او تنها پسر کوچک خانواده را دوست دارد. پس از حوادث متعددی که پیش می‌آید سرانجام دختر با پسر کوچک خانواده ازدواج می‌کند.